# Delvauxita
La delvauxita és un mineral de la classe dels fosfats. Rep el seu nom del químic belga J.S.P.J. Delvaux de Feuffe (1782–1863), el primer que va descriure aquesta espècie l'any 1838. Està relacionada amb la diadoquita (amorfa) i la destinezita (triclínica).

## Característiques
El terme delvauxita és un nom que s'aplica als fosfats fèrrics hidratats mal definits. La seva fórmula química és CaFe₄(PO₄,SO₄)₂(OH)₈·4-6H₂O, i hi predominen els exemplars de colors foscos: marró-groc, marró, marró vermell, marró fosc. No té exfoliació i la seva fractura és concoidal. Té una duresa de 2,5 a l'escala de Mohs.
L'exemplar tipus de la delvauxita va ser trobat a Berneau, Lieja, Bèlgica. La delvauxita ha estat descrita a Catalunya a les mines de Rocabruna (Gavà), la pedrera de Rialls (Tordera) i la pedrera del Turó de Montcada (Montcada i Reixac).